# 34 Dywizja Piechoty (Imperium Rosyjskie)
34 Dywizja Piechoty (ros. 34-я пехотная дивизия) – dywizja piechoty Armii Imperium Rosyjskiego, w tym okresu działań zbrojnych I wojny światowej.

## Charakterystyka
W 1914 wchodziła w skład 7 Korpusu Armijnego. Sztab dywizji stacjonował w Jekaterynosławiu. W tym czasie dywizja etatowo posiadała cztery pułki po cztery bataliony oraz brygadę artylerii polowej z 6 bateriami po 8 dział. Doświadczenie zdobyte podczas walk na frontach I wojny światowej  skutkowało zmianami organizacyjnymi. Zimą z 1916 na 1917 rozpoczęto reorganizację dywizji piechoty. Zredukowano liczbę batalionów z 16 do 12 i zmniejszono liczbę dział polowych na mniej aktywnych odcinkach frontu.

## Struktura organizacyjna
Organizacja w 1914
- 1 Brygada Piechoty (Jekaterynosław)
  - 133 Symferopolski pułk piechoty (Jekaterynosław)
  - 134 Teodoski pułk piechoty (Jekaterynosław)
- 2 Brygada Piechoty (Rostów nad Donem)
  - 135 Kercz-Jenikalski pułk piechoty (Pawłograd)
  - 136 Taganroski pułk piechoty (Rostów nad Donem)
- 34 Brygada Artylerii (Jekaterynosław)